# Jetix
Jetix (wcześniej Fox Kids) – polskojęzyczna kablowo-satelitarna stacja telewizyjna dla dzieci i młodzieży, polski oddział międzynarodowego Jetix. Rozpoczęła emisję 18 kwietnia 1998 roku jako Fox Kids, a 1 stycznia 2005 roku zmieniła nazwę na Jetix. Zakończyła nadawanie 18 września 2009 roku, a następnego dnia została zastąpiona przez Disney XD. Oprócz tego w Polsce istniał kanał siostrzany – Jetix Play (wcześniej Fox Kids Play), który zakończył nadawanie 31 lipca 2010 roku i zmienił się w Playhouse Disney (Disney Junior).

## Jetix na świecie
Jetix debiutował w USA we wrześniu 2002 roku jako blok programowy w telewizji ABC Family, prezentując powtórkowe programy z kanału Fox Kids. W lutym 2004 roku Fox Kids zmienił nazwę na Jetix. Stacja ta należała do The Walt Disney Company, do którego należą również inne kanały dziecięce – Jetix Play, Disney Channel, Playhouse Disney, Disney Cinemagic i Toon Disney. Do 2009 roku istniało w sumie 16 kanałów Jetix: brazylijski, kanadyjski, centralno-wschodnioeuropejski, francuski, niemiecki, węgiersko-czesko-słowacki, indyjski, izraelski, włoski, japoński, holenderski, polski, brytyjsko-irlandzki, amerykański, turecki i rosyjski.
12 lutego 2009 roku Disney ogłosił plany rebrandingu kanałów z rodziny Jetix na markę Disney XD. 13 lutego 2009 roku w USA Jetix i Toon Disney zostały zmienione w Disney XD. 1 kwietnia 2009 r. pierwszy europejski Jetix zmieniono w Disney XD, i była to Francja. 3 lipca Jetix zmienił nazwę w Ameryce Łacińskiej. 1 sierpnia zmienił nazwę w Japonii, 31 sierpnia w Wielkiej Brytanii, 11 września w Skandynawii, 18 września w Hiszpanii, 19 września w Polsce, 28 września we Włoszech, 10 października w Niemczech i 10 sierpnia 2010 r. w Rosji.

## Jetix Polska
Stacja rozpoczęła nadawanie 18 kwietnia 1998 roku pod nazwą Fox Kids. Początkowo kanał był nadawany w godz. 06:00-20:00 i dzielił on czas antenowy z kanałem Bet on Jazz. 20 listopada 1999 roku Fox Kids wydłużył godziny nadawania do 22:00, a od 8 września 2003 roku nadawał do 0:00. 1 listopada 2003 roku powstał siostrzany kanał, Fox Kids Play, przeznaczony dla najmłodszych widzów.
5 kwietnia 2004 roku na antenie Fox Kids zadebiutował blok Jetix, który miał na celu przygotowanie widzów na nowy kanał o tej samej nazwie. Początkowo blok ten był dostępny w godzinach popołudniowych, ale z czasem jego emisja była stopniowo wydłużana. Najwięcej godzin emisji bloku Jetix przypadało na weekendy.
1 stycznia 2005 roku Fox Kids zmienił się na Jetix, oprócz tego zmieniło się logo i oprawa graficzna. Poza tym Fox Kids Play zmienił się na Jetix Play.
Ze stacją konkurowały trzy kanały o tej samej grupie docelowej: ZigZap, Cartoon Network i Nickelodeon.
Jetix w Polsce docierał do ponad 4,7 miliona gospodarstw domowych. Jego dystrybucją na terenie kraju zajmowała się od połowy kwietnia 2009 roku firma Core TV Content, która przejęła dystrybucję większości kanałów Disneya nadających w Polsce od firmy Delegata.
Jetix organizował w 2005 i 2006 roku plebiscyty Jetix Kids Awards Polska, które emitowane były również w Polsacie. Od 29 września 2006 roku w kioskach pojawił się miesięcznik Magazyn Jetix. W 2009 roku powoli zaczęto wprowadzać produkcje Disney Channel – Nie ma to jak hotel, Fineasz i Ferb czy Amerykański smok Jake Long. Pojawiły się informacje o przekształceniu kanału w Disney XD. Początkowo miało to nastąpić przed wakacjami, ale potem datę oficjalnie zmieniono na 19 września.

## Historia

### Fox Kids
- 1998
18 kwietnia Fox Kids rozpoczyna swoją emisję w Polsce.
Premiery seriali animowanych: Świat według Ludwiczka; Pinokio; Hutch Miodowe Serce; Patrol Jin Jina; Teknoman; Eskadra Orła; M.A.S.K.; Kleszcz; Piotruś pan i piraci; Pełzando; Mysz i potwór; Diplodo; Pole Position; Starcom: kosmiczne siły zbrojne Stanów Zjednoczonych; Świat Bobbiego; Ulisses 31; Wesoła siódemka; Spider-man; X-Men.
Premiery seriali fabularnych: VR-Troopers; Się masz, Vern!; Klub Szalonego Profesorka; Masked Rider; Eerie, Indiana; Gęsia skórka; Beetleborgs; Liceum na morzu.
- 1999
Premiery seriali animowanych: Kosmiczne wojny; Przygody Pytalskich; Trzy małe duszki; Guziczek; Potworne pomidory; Leśna rodzina; Kosmiczne Biuro Śledcze; A kuku, panie kruku; Inspektor Gadżet; Dennis Rozrabiaka; Łebski Harry; Simpsonowie; Szalony Jack, pirat; Tajne akta Psiej Agencji.
Premiery seriali fabularnych: Nowe przygody rodziny Addamsów; Dzielne żółwie: Następna mutacja; Eerie, Indiana: Inny wymiar.
20 listopada 1999 roku Fox Kids wydłużył czas swojej emisji do 22:00. Wcześniej kanał nadawany był w godzinach 06:00-20:00.
- 2000
Premiery seriali animowanych: Księżniczka Sissi; Myszorki na prerii; Iron Man: Obrońca dobra; Fantastyczna Czwórka; Srebrny Surfer; Walter Melon; Incredible Hulk; Księżniczka Tenko; Farma pełna strachów; Superświnka; Tęczowa kraina; Przygody Kuby Guzika.
Premiery seriali fabularnych: Beetleborgs Metalix; Mighty Morphin Power Rangers.
- 2001
Premiery seriali animowanych: Motomyszy z Marsa; Malusińscy; Digimon; Jerry i Paczka; Lochy i smoki; Przygody Olivera Twista; Przygody Syrenki; Huckleberry Finn; Filiputki; Nowe przygody Gulivera; Szczęśliwa Ness; Pokémon.
Premiera serialu fabularnego: Tajemniczy rycerze z Tir-na-Nog.
- 2002
Premiery seriali animowanych: Pecola; Bob Budowniczy; Wunschpunsch; Odlotowe agentki; Dzieciaki z klasy 402; Zły pies; Nowe przygody Lucky Luke’a; Oggy i karaluchy.
Premiery seriali fabularnych: Jak dwie krople wody; Power Rangers Time Force.
- 2003
Premiery seriali animowanych: Hamtaro
wielkie przygody małych chomików; Tajemnicze opowieści Moville’a; Prosiaczkowo; Shin-chan; Ach, ten Andy!; Medabots.
8 września Fox Kids wydłużył czas swojej emisji do 0:00. Wcześniej nadawał do 22:00.
- 2004
5 kwietnia pojawia się blok Jetix.
Premiery seriali animowanych: Beyblade V-Force; Wojownicze Żółwie Ninja; Roboluch; Wyścigi NASCAR; Gadżet i Gadżetinis; Sonic X; Tutenstein.
Premiery seriali fabularnych: Dziwne przypadki w Blake Holsey High; Power Rangers Ninja Storm.

### Jetix
- 2005
1 stycznia Fox Kids zmienia nazwę na Jetix.
31 października pojawia się blok Jetix Max.
Premiery seriali animowanych: MegaMan NT Warrior; W.I.T.C.H. Czarodziejki; A.T.O.M. Alpha Teens On Machines; Super Robot Monkey Team Hyperforce Go!.
Premiera serialu fabularnego: Power Rangers: Dino Grzmot.
- 2006
29 września w pojawił się miesięcznik Magazyn Jetix.
Premiery seriali animowanych: Król szamanów; Jerry i Paczka (z dubbingiem); Rodzina Tofu; Planeta Sketch; Galactik Football; Pucca; Team Galaxy
kosmiczne przygody galaktycznej drużyny; Kapitan Flamingo; Ōban Star Racers; Shuriken School.
Premiery seriali fabularnych: Power Rangers S.P.D.; Monster Warriors.
- 2007
Premiery seriali animowanych: Naruto; Yin Yang Yo!; The Sensibles; Iggy Arbuckle.
Premiery seriali fabularnych: Mroczna przepowiednia; Power Rangers: Mistyczna moc; H2O
wystarczy kropla.
- 2008
Premiery seriali animowanych: Miejskie szkodniki; Monster Buster Club; Bobobō-bo Bō-bobo; Transformers Animated; Magi-Nation.
Premiery seriali fabularnych: Leniuchowo; Power Rangers: Operacja Overdrive.
Premiery filmów: Tajmiaki; Camp Rock
- 2009
10 marca zostaje wydany ostatni (26) numer Magazynu Jetix.
Premiery seriali animowanych: Świat Questa; Amerykański smok Jake Long; Dzieciak kontra Kot; Fineasz i Ferb; Jimmy Cool; Sówka.
Premiery seriali fabularnych: Nie ma to jak hotel; Power Rangers: Furia dżungli.
Premiery filmów: Wendy Wu: Nastoletnia Wojowniczka; O, kurczę!; Johnny Kapahala: Z powrotem na fali.
19 września Jetix Polska został zastąpiony przez Disney XD.

## Programy Jetix

### Seriale animowane
- A.T.O.M. Alpha Teens On Machines
- Ach, ten Andy!
- Amerykański smok Jake Long
- Bobobō-bo Bō-bobo
- Dennis Rozrabiaka
- Digimon
- Dzieciak kontra Kot
- Dzieciaki z klasy 402
- Fantastyczna Czwórka
- Farma pełna strachów
- Fineasz i Ferb
- Gadżet i Gadżetinis
- Galactik Football
- Hamtaro – wielkie przygody małych chomików
- Iggy Arbuckle
- Incredible Hulk
- Iron Man: Obrońca dobra
- Jerry i paczka
- Jimmy Cool
- Kapitan Flamingo
- Kleszcz
- Kosmiczne Biuro Śledcze

- Kot Ik!
- Król szamanów
- M.A.S.K.
- Magi-Nation
- Medabots
- MegaMan NT Warrior
- Miejskie szkodniki
- Monster Buster Club
- Motomyszy z Marsa
- Naruto
- Nowe przygody Lucky Luke’a
- Odlotowe agentki
- Oggy i karaluchy
- Ōban Star Racers
- Planeta Sketch
- Pokémon
- Przygody Kuby Guzika
- Pucca
- Roboluch
- Rodzina Tofu
- Sąsiedzi
- Shin-chan
- Sówka
- Spider-man
- Sonic X
- Srebrny Surfer
- Super Robot Monkey Team Hyperforce Go!
- Szalony Jack, pirat
- Szkoła Shuriken
- Świat Questa
- Świat według Ludwiczka
- Tajemnicze opowieści Moville’a
- Tajne akta Psiej Agencji
- Team Galaxy – kosmiczne przygody galaktycznej drużyny
- Teknoman
- The Sensibles
- Transformers Animated
- Trzy małe duszki
- Tutenstein
- W.I.T.C.H. Czarodziejki
- Walter Melon
- Wojownicze Żółwie Ninja
- Wunschpunsch
- Wyścigi NASCAR
- X-Men
- Yin Yang Yo!
- Zły pies

### Seriale fabularne
- Dziwne przypadki w Blake Holsey High
- Eerie, Indiana
- Eerie, Indiana: Inny wymiar
- Gęsia skórka
- H2O – wystarczy kropla
- Jak dwie krople wody
- Leniuchowo
- Mighty Morphin Power Rangers
- Monster Warriors
- Mroczna przepowiednia
- Nie ma to jak hotel
- Nowe przygody rodziny Addamsów
- Power Rangers: Dino Grzmot
- Power Rangers: Furia dżungli
- Power Rangers: Mistyczna moc
- Power Rangers Ninja Storm
- Power Rangers: Operacja Overdrive
- Power Rangers S.P.D.
- Power Rangers Time Force

### Kino Fox Kids/Jetix
Kino Fox Kids/Jetix, w którym nadawane były filmy dla dzieci, m.in.:
| - AcceleRacers - Au Pair (Jenny i dzieciaki) - Au Pair 2 (Jenny i dzieciaki 2) - Camp Rock - Dennis Rozrabiaka - Dzielny pies Rusty (Nigdy nie zadzieraj z Rustym) - Faceci w bieli - H2O – wystarczy kropla: Magia księżyca - H2O – wystarczy kropla: Ta czwarta - H2O – wystarczy kropla: Niepojęte - Johnny Kapahala: Z powrotem na fali - Kacper i Wendy - Kruche jak lód: Walka o złoto (Na cienkim lodzie) - Marzenia na Gwiazdkę (Lista świątecznych życzeń) - Mighty Morphin Power Rangers: Green With Evil (Zieleń kolorem zła) - Mistrzowie golfa (Golf Punks) - Odlotowe agentki – Evil Promotion Much! (Awans) - O, kurczę! - Och, baby (Maluchy spod ciemnej gwiazdki) - Power Rangers: Mistyczna moc: Mroczne życzenie | - Power Rangers: Mistyczna moc: Płomienne Serce (+ Skamieniały Xander, Puch z Rangera) - Power Rangers: Mistyczna moc: Próba Koragga (+ Następca) - Projekt Merkury (Rakieta) - Rodzina Addamsów: Zjazd rodzinny - Rozgadana farma - Skoś trawnik tato, a dostaniesz deser (Kłopoty ze zgredami) - Tego już za wiele - Spider-man: Kosmiczny strój - Spider-man: Sześciu zapomnianych wojowników - Spider-man: Tajne wojny - Świąteczny bunt - Tajmiaki - Wendy Wu: Nastoletnia Wojowniczka - W.I.T.C.H. Czarodziejki: Trauma, Nierozłączne, Zwycięstwo - W.I.T.C.H. Czarodziejki: Zanadu, Poddaj się, Szczyt - W.I.T.C.H. Czarodziejki: Zmiany, Niebezpieczeństwo, Wróg - X-Men: Poza granicami dobra i zła - X-Men: Saga Czarnego Feniksa - X-Men: Saga Feniksa - Życzenie wigilijne Richiego Richa (Gwiazdkowe życzenie Richiego Richa) |

### Świąteczne Kino Jetix
Od 31 grudnia 2007 do 24 stycznia 2008 roku Jetix emitował świąteczne Kino Jetix, w którym oprócz filmów związanych z Bożym Narodzeniem, emitował potrójne odcinki 3 seriali:
- H2O – wystarczy kropla: Metamorfoza, Przyjęcie nad basenem, Połów dnia
- H2O – wystarczy kropla: Chory z miłości, Choroba, Wschód złego księżyca
- H2O – wystarczy kropla: Eliksir miłości, Niebezpieczna doktor, Nieoczekiwany zwrot akcji
- Power Rangers: Mistyczna moc: Płomienne Serce, Skamieniały Xander, Puch z Rangera
- Power Rangers: Mistyczna moc: Mroczne życzenie
- Power Rangers: Mistyczna moc: Próba Koragga, Następca
- W.I.T.C.H. Czarodziejki: Zmiany, Niebezpieczeństwo, Wróg
- W.I.T.C.H. Czarodziejki: Trauma, Nierozłączne, Zwycięstwo
- W.I.T.C.H. Czarodziejki: Zanadu, Poddaj się, Szczyt

### Sobotnia niespodzianka
Od 1 czerwca do 21 września 2007 roku, w sobotnie popołudnia, Jetix proponował blok programowy, w którym prezentował kilkuminutowe odcinki seriali w całości, i tak:
- 1 czerwca:
Fantastyczna Czwórka: Origin of the Fantastic Four (Jak powstała Fantastyczna Czwórka)
Fantastyczna Czwórka: The Silver Surfer & the Coming of Galactus (Srebrny Surfer i nadejście Galactusa)
- 16 czerwca: Fantastyczna Czwórka: The Mask of Doom (Maska doktora Dooma)
- 23 czerwca: Fantastyczna Czwórka: The Inhuman Saga (Nieludzka historia)
- 30 czerwca: Srebrny Surfer: Origin of the Silver Surfer (Geneza Srebrnego Surfera)
- 7 lipca: Team Galaxy – kosmiczne przygody galaktycznej drużyny: Kosmiczny cyrk
- 14 lipca: Odlotowe agentki – Totally Busted! (Totalnie zdemaskowane)
- 21 lipca: Spider-man: Kosmiczny strój
- 4 sierpnia: Gęsia skórka: Chillogy
- 11 sierpnia: Power Rangers Ninja Storm: Powrót Grzmotu
- 18 sierpnia: Odlotowe agentki – Evil Promotion Much! (Awans)
- 1 września: Dziwne przypadki w Blake Holsey High: Conclusions

Sobotnia niespodzianka została wznowiona na okres października i listopada.
- 6 października: Spider-man: Tajne wojny
- 13 października: Gęsia skórka: Chillogy
- 27 października: Dziwne przypadki w Blake Holsey High: Conclusions
- 3 listopada: Power Rangers Ninja Storm: Powrót Grzmotu
- 10 listopada: Odlotowe agentki – Totally Busted! (Totalnie zdemaskowane)
- 24 listopada: Odlotowe agentki – Evil Promotion Much! (Awans)

### Koncert Jetix
Od 13 marca 2009 roku na Jetix często były nadawane koncerty. Oto ich lista:
- Miley Cyrus: Na żywo w Berlinie – premiera 13 marca 2009 o 16:30 i 20:30,
- Hannah Montana: Na żywo w Londynie – premiera 17 kwietnia 2009 o 17:10; powtórki: 18 kwietnia 2009 o 11:25 i 19:15 oraz 19 kwietnia 2009 o 10:30 i 17:35,
- Jonas Brothers na żywo w Londynie – premiera 24 kwietnia 2009 o 18:25; powtórki: 25 kwietnia 2009 o 11:25 i 20:30 oraz 26 kwietnia 2009 o 10:30 i 17:35.

### Letnia Rewolucja
| Weekend                   | Kreskówka                                             |
| ------------------------- | ----------------------------------------------------- |
|                           |                                                       |
| 2008                      |                                                       |
|                           |                                                       |
| 12-13 lipca               | H2O – wystarczy kropla                                |
| 12-13 lipca               |                                                       |
| 12-13 lipca               | Odlotowe agentki                                      |
| 12-13 lipca               |                                                       |
| 12-13 lipca               | Ach, ten Andy!                                        |
| 12-13 lipca               |                                                       |
| 12-13 lipca               | Iggy Arbuckle                                         |
| 12-13 lipca               |                                                       |
| 12-13 lipca               | Yin Yang Yo!                                          |
|                           |                                                       |
| 19-20 lipca 2 września    | Galactik Football                                     |
| 19-20 lipca 2 września    |                                                       |
| 19-20 lipca 2 września    | Odlotowe agentki                                      |
| 19-20 lipca 2 września    |                                                       |
| 19-20 lipca 2 września    | Ach, ten Andy!                                        |
| 19-20 lipca 2 września    |                                                       |
| 19-20 lipca 2 września    | W.I.T.C.H. Czarodziejki                               |
| 19-20 lipca 2 września    |                                                       |
| 19-20 lipca 2 września    | H2O – wystarczy kropla                                |
|                           |                                                       |
| 26-27 lipca 1 września    | Spider-man                                            |
| 26-27 lipca 1 września    |                                                       |
| 26-27 lipca 1 września    | H2O – wystarczy kropla                                |
| 26-27 lipca 1 września    |                                                       |
| 26-27 lipca 1 września    | Ach, ten Andy!                                        |
| 26-27 lipca 1 września    |                                                       |
| 26-27 lipca 1 września    | Król szamanów                                         |
| 26-27 lipca 1 września    |                                                       |
| 26-27 lipca 1 września    | Yin Yang Yo!                                          |
|                           |                                                       |
| 2-3 sierpnia              | Monster Buster Club                                   |
| 2-3 sierpnia              |                                                       |
| 2-3 sierpnia              | H2O – wystarczy kropla                                |
| 2-3 sierpnia              |                                                       |
| 2-3 sierpnia              | Odlotowe agentki                                      |
| 2-3 sierpnia              |                                                       |
| 2-3 sierpnia              | Leniuchowo                                            |
| 2-3 sierpnia              |                                                       |
| 2-3 sierpnia              | Yin Yang Yo!                                          |
|                           |                                                       |
| 9-10 sierpnia             | H2O – wystarczy kropla                                |
| 9-10 sierpnia             |                                                       |
| 9-10 sierpnia             | H2O – wystarczy kropla                                |
| 9-10 sierpnia             |                                                       |
| 9-10 sierpnia             | Odlotowe agentki                                      |
| 9-10 sierpnia             |                                                       |
| 9-10 sierpnia             | Odlotowe agentki                                      |
| 9-10 sierpnia             |                                                       |
| 9-10 sierpnia             | Galactik Football                                     |
|                           |                                                       |
| 16-17 sierpnia 3 września | Ach, ten Andy!                                        |
| 16-17 sierpnia 3 września |                                                       |
| 16-17 sierpnia 3 września | Leniuchowo                                            |
| 16-17 sierpnia 3 września |                                                       |
| 16-17 sierpnia 3 września | H2O – wystarczy kropla                                |
| 16-17 sierpnia 3 września |                                                       |
| 16-17 sierpnia 3 września | Iggy Arbuckle                                         |
| 16-17 sierpnia 3 września |                                                       |
| 16-17 sierpnia 3 września | Odlotowe agentki                                      |
|                           |                                                       |
| 23-24 sierpnia            | Monster Buster Club                                   |
| 23-24 sierpnia            |                                                       |
| 23-24 sierpnia            | Odlotowe agentki                                      |
| 23-24 sierpnia            |                                                       |
| 23-24 sierpnia            | W.I.T.C.H. Czarodziejki                               |
| 23-24 sierpnia            |                                                       |
| 23-24 sierpnia            | Team Galaxy – kosmiczne przygody galaktycznej drużyny |
| 23-24 sierpnia            |                                                       |
| 23-24 sierpnia            | Galactik Football                                     |
|                           |                                                       |
| 30-31 sierpnia 4 września | Pucca                                                 |
| 30-31 sierpnia 4 września |                                                       |
| 30-31 sierpnia 4 września | H2O – wystarczy kropla                                |
| 30-31 sierpnia 4 września |                                                       |
| 30-31 sierpnia 4 września | W.I.T.C.H. Czarodziejki                               |
| 30-31 sierpnia 4 września |                                                       |
| 30-31 sierpnia 4 września | Leniuchowo                                            |
| 30-31 sierpnia 4 września |                                                       |
| 30-31 sierpnia 4 września | Monster Buster Club                                   |
|                           |                                                       |
| 5 września                | H2O – wystarczy kropla                                |
| 5 września                |                                                       |
| 5 września                | Pucca                                                 |
| 5 września                |                                                       |
| 5 września                | Yin Yang Yo!                                          |
| 5 września                |                                                       |
| 5 września                | Iggy Arbuckle                                         |
| 5 września                |                                                       |
| 5 września                | Odlotowe agentki                                      |
|                           |                                                       |

### Jetix MAX
31 października 2005 r. w Jetix pojawił się wieczorny blok o nazwie Jetix Max, od 1 września 2008 r. do 1 marca 2009 r. blok pojawiał się również w godzinach przedpołudniowych. Był emitowany codziennie w godzinach wieczornych, a przez kilka miesięcy również w godzinach dopołudniowych. Jetix Max pojawił się po raz ostatni 18 września 2009 roku.
| - A.T.O.M. Alpha Teens On Machines - AcceleRacers - Ach, ten Andy! - Amerykański smok Jake Long - Bobobō-bo Bō-bobo - Dzieciak kontra Kot - Dziwne przypadki w Blake Holsey High - Eerie, Indiana - Eerie, Indiana: Inny wymiar - Fantastyczna Czwórka - Fineasz i Ferb - Galactik Football - Gęsia skórka - H2O – wystarczy kropla - Incredible Hulk - Iron Man: Obrońca dobra - Kleszcz - Kosmiczne Biuro Śledcze - Król szamanów | - M.A.S.K. - Magi-Nation - MegaMan NT Warrior - Miejskie szkodniki - Mighty Morphin Power Rangers - Monster Buster Club - Monster Warriors - Motomyszy z Marsa - Mroczna przepowiednia - Naruto - Nie ma to jak hotel - Nowe przygody rodziny Addamsów - Ōban Star Racers - Odlotowe agentki - Pokémon - Power Rangers: Dino Grzmot - Power Rangers: Furia dżungli - Power Rangers: Mistyczna moc - Power Rangers Ninja Storm | - Power Rangers: Operacja Overdrive - Power Rangers S.P.D. - Power Rangers Time Force - Pucca - Shin-chan - Sonic X - Spider-man - Srebrny Surfer - Super Robot Monkey Team Hyperforce Go! - Świat Questa - Team Galaxy – kosmiczne przygody galaktycznej drużyny - Teknoman - The Sensibles - Transformers Animated - W.I.T.C.H. Czarodziejki - Wojownicze Żółwie Ninja - Wyścigi NASCAR - X-Men - Yin Yang Yo! |

Blok Jetix Max pojawił się również w zagranicznych wersjach Jetix, ale dopiero 29 stycznia 2006 r. Wśród krajów, w których jest emitowany ten blok znajdują się: Rosja, Rumunia, Czechy, Słowacja, Węgry, Polska, Niemcy, Japonia.

### Game Zone
Autorski program TV Jetix poświęcony grom komputerowym. Swoją polską premierę miał 18 sierpnia 2007.

Dotychczas pokazane recenzje: Na fali, Odlotowe agentki: Odlotowa impreza.

### Maratony
- Dawniej w Fox Kids co miesiąc była emitowana Fabryka gwiazd, w której można było oglądać swój ulubiony serial.
- Kiedy Fabryka gwiazd przestała być emitowana powstał nowy comiesięczny maraton Wielkie wyścigi, w których każda kreskówka uczestniczyła w wyścigu. Jednak tylko dwie przechodziły do finału w którym na stronie Fox Kids odbywało się głosowanie na ulubioną kreskówkę.
- Kiedy Fox Kids przekształciło się w Jetix wyścigi przekształcono w Twój Jetix, gdzie co miesiąc odbywa się głosowanie na ulubioną kreskówkę (zawsze są dwie do wyboru).
- 1 grudnia 2007 roku odbył się dzień pod hasłem Dzień z Power Rangers: Mistyczna moc, co kilka godzin emitowany był blok czterech odcinków serialu. Powtarzane były odcinki 1-16, i odbyła się premiera odcinka 17.

### Trylogia Power Rangers
Jest to blok 3 serii z cyklu Power Rangers, emitowany w Jetix. Pojawił się 3 lipca 2006 roku i był emitowany codziennie. W skład trylogii wchodziły wtedy: Mighty Morphin Power Rangers, Power Rangers Time Force i Power Rangers: Dino Grzmot.
6 listopada 2006 roku wraz z pojawieniem się nowej serii Power Rangers S.P.D., blok pojawiał się przez 4 tygodnie dodatkowo w godzinach wieczornych (poprzedzony wcześniej odcinkiem z serii S.P.D.).
Od 3 grudnia 2006 do 7 stycznia 2007 roku trylogia pojawiała się tylko w godzinach porannych z seriami S.P.D., Mighty Morphin i Time Force.
Od 8 stycznia do 3 czerwca 2007 roku blok nie był emitowany.
Od 4 czerwca do 30 września 2007 roku blok pojawiał się ponownie codziennie w godzinach porannych oraz dodatkowo w weekendy (od 9 czerwca do 1 lipca 2007) w godzinach wieczornych, a serie to: Ninja Storm, S.P.D. i Dino Grzmot.

### Pierwsza piątka lata
To weekendowy wakacyjny blok pięciu odcinków wybranego serialu, emitowany w godz. 13:00-15:05:
| - 4 lipca 2009 – Leniuchowo - 5 lipca 2009 – Monster Buster Club - 18 lipca 2009 – H2O – wystarczy kropla - 19 lipca 2009 – Power Rangers: Operacja Overdrive - 25 lipca 2009 – Dzieciak kontra Kot - 26 lipca 2009 – Fineasz i Ferb - 1 sierpnia 2009 – Odlotowe agentki | - 2 sierpnia 2009 – Jimmy Cool - 8 sierpnia 2009 – Świat Questa - 9 sierpnia 2009 – Nie ma to jak hotel - 15 sierpnia 2009 – Pokémon: Wymiar walki - 16 sierpnia 2009 – H2O – wystarczy kropla - 29 sierpnia 2009 – Amerykański smok Jake Long - 30 sierpnia 2009 – Dzieciak kontra Kot |

### Twój Jetix

#### 2005
1. STYCZEŃ: Odlotowe agentki vs. Spider-man; zwycięzca: Spider-man,
2. LUTY: Sonic X vs. Tajne akta Psiej Agencji; zwycięzca: Sonic X,
3. KWIECIEŃ: Roboluch vs. Zły pies; zwycięzca: Roboluch,
4. MAJ: Tutenstein vs. Szalony Jack, pirat; zwycięzca: Tutenstein,
5. WRZESIEŃ: Ach, ten Andy! vs. Dzieciaki z klasy 402; zwycięzca: Ach, ten Andy!,
6. PAŹDZIERNIK: Sonic X vs. Spider-man; zwycięzca: Sonic X,
7. LISTOPAD: Roboluch vs. Zły pies; zwycięzca: Roboluch.

#### 2006
1. STYCZEŃ: Gadżet i Gadżetinis vs. Odlotowe agentki; zwycięzca: Odlotowe agentki,
2. LUTY: Tutenstein vs. Tajne akta Psiej Agencji; zwycięzca: Tutenstein,
3. MARZEC: Super Robot Monkey Team Hyperforce Go! vs. Szalony Jack, pirat,
4. KWIECIEŃ: W.I.T.C.H. Czarodziejki vs. A.T.O.M. Alpha Teens On Machines; zwycięzca: W.I.T.C.H. Czarodziejki,
5. MAJ: Super Robot Monkey Team Hyperforce Go! vs. Dzieciaki z klasy 402; zwycięzca: Super Robot Monkey Team Hyperforce Go!,
6. CZERWIEC: Sonic X vs. Ach, ten Andy!; zwycięzca: Ach, ten Andy!,
7. LIPIEC: Świat według Ludwiczka vs. Rodzina Tofu; zwycięzca: Rodzina Tofu,
8. WRZESIEŃ: Odlotowe agentki vs. Wyścigi NASCAR; zwycięzca: Odlotowe agentki,
9. PAŹDZIERNIK: Tutenstein vs. Król szamanów; zwycięzca: Król szamanów,
10. LISTOPAD: Sonic X vs. W.I.T.C.H. Czarodziejki; zwycięzca: Sonic X,
11. GRUDZIEŃ: Świat według Ludwiczka vs. Galactik Football; zwycięzca: Galactik Football.

#### 2007
1. STYCZEŃ: A.T.O.M. Alpha Teans On Machines vs. Ōban Star Racers; zwycięzca: Ōban Star Racers,
2. LUTY: Spider-man vs. Team Galaxy – kosmiczne przygody galaktycznej drużyny; zwycięzca: Spider-man,
3. MARZEC: Tutenstein vs. Shuriken School; zwycięzca: Shuriken School,
4. KWIECIEŃ: Odlotowe agentki vs. Ach, ten Andy!; zwycięzca: Ach, ten Andy!,
5. MAJ: Galactik Football vs. W.I.T.C.H. Czarodziejki; zwycięzca: Galactik Football.

### Top Jetix: Odliczanie
| Miesiąc                                                      | Miejsce     | Kreskówka                                             | Tytuł odcinka                         |
| ------------------------------------------------------------ | ----------- | ----------------------------------------------------- | ------------------------------------- |
|                                                              |             |                                                       |                                       |
| 2007                                                         |             |                                                       |                                       |
|                                                              |             |                                                       |                                       |
| Czerwiec Najlepsi Superbohaterowie 24 czerwca                | Miejsce III | Yin Yang Yo!                                          | 600 kanałów zagłady / Stary, ale jary |
| Czerwiec Najlepsi Superbohaterowie 24 czerwca                |             |                                                       |                                       |
| Czerwiec Najlepsi Superbohaterowie 24 czerwca                | Miejsce II  | Odlotowe agentki                                      | Do agentek niepodobne, cz. 1          |
| Czerwiec Najlepsi Superbohaterowie 24 czerwca                | Miejsce II  | Odlotowe agentki                                      | Do agentek niepodobne, cz. 2          |
| Czerwiec Najlepsi Superbohaterowie 24 czerwca                |             |                                                       |                                       |
| Czerwiec Najlepsi Superbohaterowie 24 czerwca                | Miejsce I   | Spider-man                                            | Ostatnia bitwa Podstępnej Szóstki     |
| Czerwiec Najlepsi Superbohaterowie 24 czerwca                | Miejsce I   | Spider-man                                            | Hydro-man                             |
| Czerwiec Najlepsi Superbohaterowie 24 czerwca                | Miejsce I   | Spider-man                                            | Morbius                               |
|                                                              |             |                                                       |                                       |
| Lipiec Najfajniejsze Kostiumy 29 lipca                       | Miejsce III | Galactik Football                                     | Pojedynek                             |
| Lipiec Najfajniejsze Kostiumy 29 lipca                       |             |                                                       |                                       |
| Lipiec Najfajniejsze Kostiumy 29 lipca                       | Miejsce II  | Odlotowe agentki                                      | Do agentek niepodobne, cz. 1          |
| Lipiec Najfajniejsze Kostiumy 29 lipca                       | Miejsce II  | Odlotowe agentki                                      | Do agentek niepodobne, cz. 2          |
| Lipiec Najfajniejsze Kostiumy 29 lipca                       |             |                                                       |                                       |
| Lipiec Najfajniejsze Kostiumy 29 lipca                       | Miejsce I   | W.I.T.C.H. Czarodziejki                               | Anonimowa                             |
| Lipiec Najfajniejsze Kostiumy 29 lipca                       | Miejsce I   | W.I.T.C.H. Czarodziejki                               | Zdrada                                |
| Lipiec Najfajniejsze Kostiumy 29 lipca                       | Miejsce I   | W.I.T.C.H. Czarodziejki                               | Zmiany                                |
|                                                              |             |                                                       |                                       |
| Sierpień Najfajniejsze Drużyny 26 sierpnia                   | Miejsce III | Galactik Football                                     | Kapitan                               |
| Sierpień Najfajniejsze Drużyny 26 sierpnia                   |             |                                                       |                                       |
| Sierpień Najfajniejsze Drużyny 26 sierpnia                   | Miejsce II  | Yin Yang Yo!                                          | Yang a la Yin / Zakupowe szaleństwo   |
| Sierpień Najfajniejsze Drużyny 26 sierpnia                   | Miejsce II  | Yin Yang Yo!                                          | Bąblo-Trąblolandia / Dyktator roku    |
| Sierpień Najfajniejsze Drużyny 26 sierpnia                   |             |                                                       |                                       |
| Sierpień Najfajniejsze Drużyny 26 sierpnia                   | Miejsce I   | Odlotowe agentki                                      | Awans, cz. 1                          |
| Sierpień Najfajniejsze Drużyny 26 sierpnia                   | Miejsce I   | Odlotowe agentki                                      | Awans, cz. 2                          |
| Sierpień Najfajniejsze Drużyny 26 sierpnia                   | Miejsce I   | Odlotowe agentki                                      | Awans, cz. 3                          |
|                                                              |             |                                                       |                                       |
| Wrzesień Najfajniejsze Gadżety 30 września                   | Miejsce III | A.T.O.M. Alpha Teens On Machines                      | Kemping z wrogiem                     |
| Wrzesień Najfajniejsze Gadżety 30 września                   |             |                                                       |                                       |
| Wrzesień Najfajniejsze Gadżety 30 września                   | Miejsce II  | Power Rangers S.P.D.                                  | Lustrzane odbicie, cz. 1              |
| Wrzesień Najfajniejsze Gadżety 30 września                   | Miejsce II  | Power Rangers S.P.D.                                  | Lustrzane odbicie, cz. 2              |
| Wrzesień Najfajniejsze Gadżety 30 września                   |             |                                                       |                                       |
| Wrzesień Najfajniejsze Gadżety 30 września                   | Miejsce I   | Odlotowe agentki                                      | Totalnie zdemaskowane, cz. 1          |
| Wrzesień Najfajniejsze Gadżety 30 września                   | Miejsce I   | Odlotowe agentki                                      | Totalnie zdemaskowane, cz. 2          |
| Wrzesień Najfajniejsze Gadżety 30 września                   | Miejsce I   | Odlotowe agentki                                      | Totalnie zdemaskowane, cz. 3          |
|                                                              |             |                                                       |                                       |
| Październik Najfajniejsza przygoda kosmiczna 28 października | Miejsce III | Ōban Star Racers                                      | Witajcie na Ōbanie                    |
| Październik Najfajniejsza przygoda kosmiczna 28 października |             |                                                       |                                       |
| Październik Najfajniejsza przygoda kosmiczna 28 października | Miejsce II  | Team Galaxy – kosmiczne przygody galaktycznej drużyny | Kosmiczny Brett                       |
| Październik Najfajniejsza przygoda kosmiczna 28 października | Miejsce II  | Team Galaxy – kosmiczne przygody galaktycznej drużyny | Intergalaktyczne wezwanie             |
| Październik Najfajniejsza przygoda kosmiczna 28 października |             |                                                       |                                       |
| Październik Najfajniejsza przygoda kosmiczna 28 października | Miejsce I   | Galactik Football                                     | Ostatnia szansa                       |
| Październik Najfajniejsza przygoda kosmiczna 28 października | Miejsce I   | Galactik Football                                     | Stadion Genezis                       |
| Październik Najfajniejsza przygoda kosmiczna 28 października | Miejsce I   | Galactik Football                                     | Do dzieła                             |
|                                                              |             |                                                       |                                       |
| Listopad Najlepsi Super Przyjaciele 25 listopada             | Miejsce III | Yin Yang Yo!                                          | Zła niania / Mrocznoton               |
| Listopad Najlepsi Super Przyjaciele 25 listopada             |             |                                                       |                                       |
| Listopad Najlepsi Super Przyjaciele 25 listopada             | Miejsce II  | Ach, ten Andy!                                        | Tatuś                                 |
| Listopad Najlepsi Super Przyjaciele 25 listopada             | Miejsce II  | Ach, ten Andy!                                        | Zabawa w umarlaka                     |
| Listopad Najlepsi Super Przyjaciele 25 listopada             |             |                                                       |                                       |
| Listopad Najlepsi Super Przyjaciele 25 listopada             | Miejsce I   | Power Rangers: Mistyczna moc                          | Złamane zaklęcie, cz. 1               |
| Listopad Najlepsi Super Przyjaciele 25 listopada             | Miejsce I   | Power Rangers: Mistyczna moc                          | Złamane zaklęcie, cz. 2               |
| Listopad Najlepsi Super Przyjaciele 25 listopada             | Miejsce I   | Power Rangers: Mistyczna moc                          | Łamacze kodów                         |
|                                                              |             |                                                       |                                       |
| Grudzień Najwięksi Super Złoczyńcy 23 grudnia                | Miejsce III | Yin Yang Yo!                                          | Atak wideo-osłów / Czas na proces     |
| Grudzień Najwięksi Super Złoczyńcy 23 grudnia                |             |                                                       |                                       |
| Grudzień Najwięksi Super Złoczyńcy 23 grudnia                | Miejsce II  | Odlotowe agentki                                      | Do agentek niepodobne, cz. 1          |
| Grudzień Najwięksi Super Złoczyńcy 23 grudnia                | Miejsce II  | Odlotowe agentki                                      | Do agentek niepodobne, cz. 2          |
| Grudzień Najwięksi Super Złoczyńcy 23 grudnia                |             |                                                       |                                       |
| Grudzień Najwięksi Super Złoczyńcy 23 grudnia                | Miejsce I   | Power Rangers: Mistyczna moc                          | Strażnik bramy, cz. 1                 |
| Grudzień Najwięksi Super Złoczyńcy 23 grudnia                | Miejsce I   | Power Rangers: Mistyczna moc                          | Strażnik bramy, cz. 2                 |
| Grudzień Najwięksi Super Złoczyńcy 23 grudnia                | Miejsce I   | Power Rangers: Mistyczna moc                          | Widmo duszy                           |
|                                                              |             |                                                       |                                       |

### Gwiazdy Jetix
2008
1. STYCZEŃ: kategoria: Najlepsze kostiumy – Odlotowe agentki vs. W.I.T.C.H. Czarodziejki; zwycięzca: Odlotowe agentki,
2. LUTY: kategoria: smakosze egzotycznych potraw – Team Galaxy vs. Iggy Arbuckle; zwycięzca: Iggy Arbuckle,
3. MARZEC: kategoria: wyjątkowy wyczyn sportowy – Yin Yang Yo! vs. Miejskie szkodniki; zwycięzca: Yin Yang Yo!,
4. KWIECIEŃ: kategoria: nadprzyrodzone zdolności – Naruto vs. Król szamanów; zwycięzca: Naruto,
5. MAJ: kategoria: najśmieszniejszy kostium – Ach, ten Andy! vs. Pucca; zwycięzca: Pucca,
6. CZERWIEC: kategoria: największy talent muzyczny – H2O – wystarczy kropla vs. Power Rangers: Mistyczna moc; zwycięzca: H2O – wystarczy kropla.

### Jetix Sport
2008
1. LIPIEC: kategoria: mistrzostwa świata w konkurencji Hula hoop – Abe z Miejskich szkodników vs. Josh z Team Galaxy; zwycięzca: Josh z Team Galaxy,
2. SIERPIEŃ: kategoria: mistrzostwa świata w podnoszeniu ciężarów – Rocket z Galactik Football vs. Yang z Yin Yang Yo!; zwycięzca: Yang z Yin Yang Yo!,
3. WRZESIEŃ: kategoria: mistrzostwa świata w biegu przez płotki – Cathy z Monster Buster Club vs. Lioness z A.T.O.M.; zwycięzca: Cathy z Monster Buster Club,
4. PAŹDZIERNIK: kategoria: mistrzostwa świata w świecie Jetix – Iggy z Iggy Arbuckle vs. Nick z Power Rangers: Mistyczna moc; zwycięzca: Nick z Power Rangers: Mistyczna moc,
5. LISTOPAD: kategoria: mistrzostwa świata w przeciąganiu liny – Andy z Ach, ten Andy! vs. Sportacus z Leniuchowa; zwycięzca: Andy z Ach, ten Andy!

## Programy emitowane za czasów Fox Kids
Poniżej znajdują się seriale emitowane za czasów Fox Kids, ale tylko te, które nie były emitowane w Jetix. Niektóre z nich można było oglądać na kanale Jetix Play.

### Seriale animowane
- A kuku, Panie Kruku
- Beyblade V-Force
- Bob Budowniczy
- Diplodo
- Eskadra Orła
- Filiputki
- Guziczek
- Huckleberry Finn
- Hutch Miodowe Serce
- Inspektor Gadżet
- Kosmiczne wojny
- Księżniczka Sissi
- Księżniczka Tenko
- Leśna rodzina
- Lochy i smoki
- Łebski Harry
- Malusińscy
- Mysz i potwór
- Myszorki na prerii
- Nowe podróże Guliwera
- Patrol Jin Jina
- Pecola
- Pełzando
- Pinokio
- Piotruś Pan i piraci
- Pole Position
- Potworne pomidory
- Prosiaczkowo
- Przygody Olivera Twista
- Przygody Pytalskich
- Przygody Syrenki
- Simpsonowie
- Starcom: kosmiczne siły zbrojne Stanów Zjednoczonych
- Superświnka
- Szczęśliwa Ness
- Świat Bobbiego
- Tęczowa kraina
- Trzy małe duszki
- Ulisses 31
- Wesoła siódemka

### Seriale fabularne
- Beetleborgs
- Beetleborgs Metalix
- Dzielne żółwie: Następna mutacja
- Gwiezdny Rycerz
- Klub szalonego profesorka
- Liceum na morzu
- Się masz, Vern!
- Tajemniczy rycerze z Tir-na-Nog
- Wirtualni Jeźdźcy

## Magazyn Jetix
Dnia 29 września 2006 roku w kioskach pojawił się pierwszy numer nowego miesięcznika Magazyn Jetix. W każdym numerze można było znaleźć komiks z bohaterami kreskówek stacji, wywiad, różne ciekawostki, łamigłówki, informacje o nowościach na kanale, dołączona była również płyta DVD z odcinkami kreskówek. Wydawcą magazynu było Media Service Zawada Sp. z o.o.. Ostatnie wydanie magazynu ukazało się 10 marca 2009 roku.

## Jetix VoD
Usługa VoD dostępna poprzez stronę internetowa www.jetix.pl została uruchomiona 20 grudnia 2006 roku, zaś koniec tej usługi nastąpił dnia 18 września 2009 roku.

## Jetix w Polsacie
Od 1 maja 2005 roku do czerwca 2009 roku w telewizji Polsat pojawiał się blok Jetix w weekendowe poranki. Zostały wyemitowane w nim następujące seriale: W.I.T.C.H. Czarodziejki, Power Rangers Ninja Storm, Król szamanów, Power Rangers: Dino Grzmot, Sonic X, Power Rangers: Zagubiona galaktyka, Tutenstein, Gadżet i Gadżetinis, Piotruś Pan i piraci, Monster Warriors, Power Rangers: Mistyczna moc, Miejskie szkodniki, Kapitan Flamingo, Yin Yang Yo!, Szalony Jack, pirat, A.T.O.M. Alpha Teens On Machines, Power Rangers: Operacja Overdrive.

## Logo
| 18 kwietnia 1998 – 31 grudnia 2004 |
| 1 stycznia 2005 – 18 września 2009 |